# Because I Got High (canción)
«Because I Got High» (que puede traducirse al español como «Porque estaba drogado»), es una canción de Afroman perteneciente a su álbum homónimo.
La canción gozó de gran popularidad en Estados Unidos, el Reino Unido y Australia, donde se situó en los puestos más altos de las listas de éxitos.
"Because I Got High" aparece en la banda sonora de Jay y Bob el Silencioso contraatacan, siendo su principal tema. En el vídeo musical, dirigido por Kevin Smith, aparecen los dos protagonistas de la película fumando con Afroman.
La letra de la canción cuenta de una manera irónica cómo el consumo de cannabis degrada su calidad de vida.
La canción fue posteriormente introducida en su álbum de grandes éxitos The Good Times, siendo reeditada en 2007.
En el año 2025, la marca de calzados "Puma" utilizó la canción para la campaña publicitaria internacional llamada "Runners". Con espíritu inclusivo, en ella aparece personas comunes con distintas características de género, raza y discapacidad usando las zapatillas para hacer deportes. Gracias a esta publicidad, miles de usuarios han vuelto a escuchar la canción.

## Posicionamiento en listas
| Listas (2001)                          | Máxima posición |
| -------------------------------------- | --------------- |
| Alemania (Offizielle Deutsche Charts)  | 1               |
| Australia (ARIA)                       | 1               |
| Austria (Ö3 Austria Top 40)            | 1               |
| Bélgica (Flandes) (Ultratop 50)        | 1               |
| Bélgica (Valonia) (Ultratop 50)        | 3               |
| Dinamarca (Tracklisten)                | 1               |
| Estados Unidos (Billboard Hot 100)     | 13              |
| Estados Unidos (Mainstream Top 40)     | 25              |
| Estados Unidos (Hot R&B/Hip-Hop Songs) | 40              |
| Estados Unidos (Hot Rap Songs)         | 19              |
| Finlandia (OFC)                        | 6               |
| Francia (SNEP)                         | 2               |
| Irlanda (IRMA)                         | 1               |
| Nueva Zelanda (Recorded Music NZ)      | 1               |
| Noruega (VG-lista)                     | 1               |
| Países Bajos (Dutch Top 40)            | 6               |
| Reino Unido (UK Singles Chart)         | 1               |
| Suecia (Sverigetopplistan)             | 3               |
| Suiza (Schweizer Hitparade)            | 2               |